# 癭蚊科
瘿蚊科（学名：Cecidomyiidae；有时会错拼为Cecidomyidae）是双翅目下的一个科，其幼虫以植物组织为食，会导致植物产生癭，因此得名。很多瘿蚊（如麦廮蝇）因此成为农业害虫。
其体型很小，一般在2—3 mm（0.079—0.118英寸）之间，很多甚至不足1 mm（0.039英寸）。其翅膀上有绒毛，这在双翅目生物中是很罕见的。该科已发现、描述有783属、六千余种。2016年的DNA条形码研究显示，全球的昆虫可能超过一千万种，而其中200万都属于瘿蚊科，使其成为动物界最大的科。

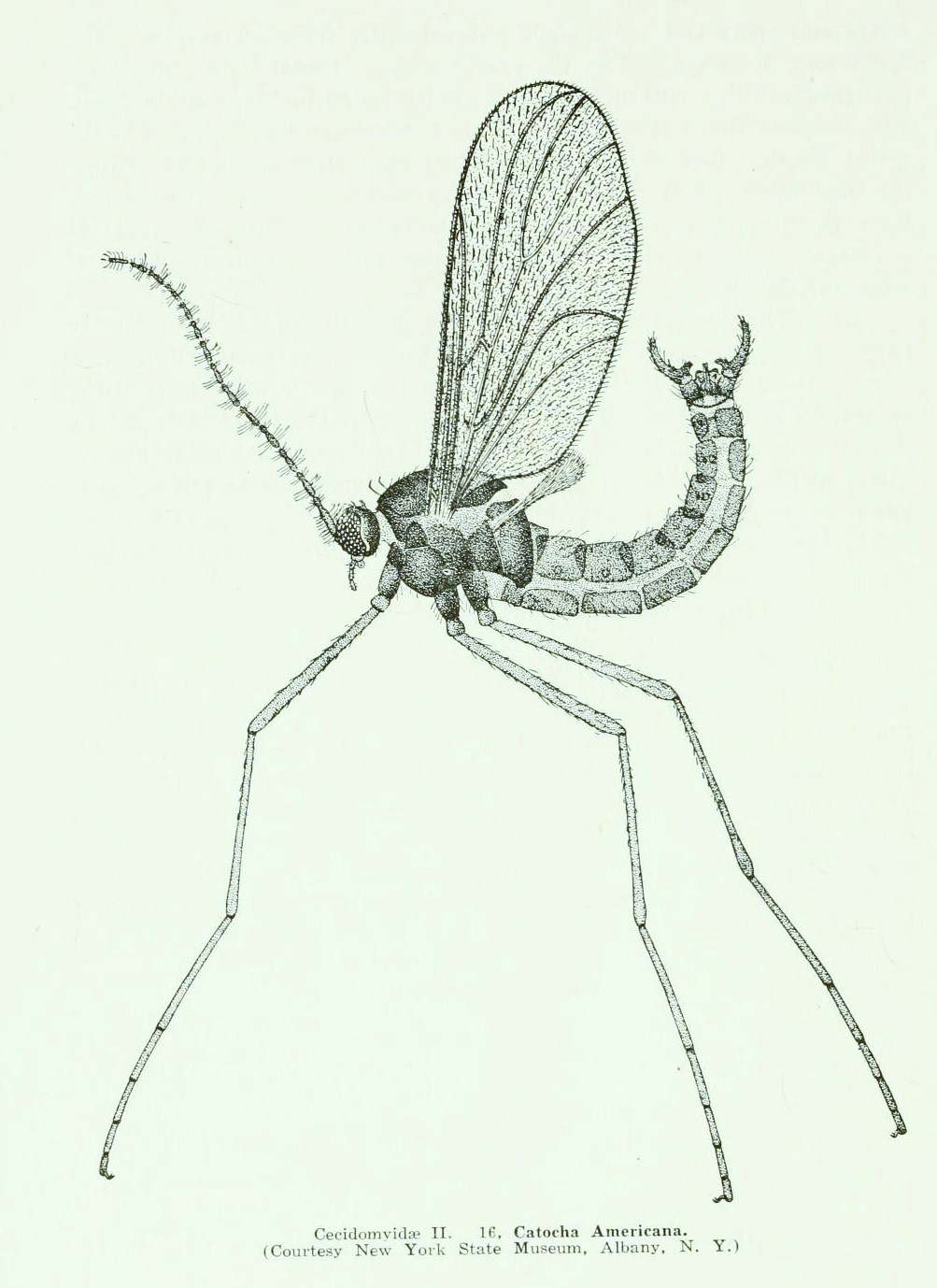
Catocha americana